# Ідеальна матриця
Ідеальна матриця — це m-by-n двійкова матриця, яка не має k x k підматриць K, що задовольняють таким умовам:
- k > 3
- Суми елементів рядків та колонок K дорівнюють b, де b ≥ 2
- Не існує жодного рядка (m − k) x k підматриці, яка утворена з рядків, що не були включені в K, із сумою елементів рядка, що більша за b.

Наступна матриця є прикладом підматриці K, де k = 5 і b = 2:
{\displaystyle {\begin{bmatrix}1&1&0&0&0\\0&1&1&0&0\\0&0&1&1&0\\0&0&0&1&1\\1&0&0&0&1\end{bmatrix}}.}